# 豊福きこう
豊福 きこう（とよふく きこう、1963年3月15日 - 2010年3月）は、日本の著作家。本名：豊福 貴孝。

## 人物
熊本県八代市生まれ。1981年熊本県立八代高等学校卒業。野球で活躍した秋山幸二は高校時代の同級生。
一時、大川興業に作家志望で在籍。
テレビ番組で漫画家の水島新司が史上最強の打者は自作『ドカベン』の山田太郎だと語っていたのを耳にしたことから、漫画中での山田太郎の打率を実際に計算しようと思い立つ。その準備として『巨人の星』『侍ジャイアンツ』『野球狂の詩』のデータ分析に挑戦し、『タイガーマスク』など漫画を題材とした記事を3年ほど執筆していた。その仕事に情報センター出版局が着目し、同社から1992年に発売された『水原勇気0勝3敗11S』が初単行本である。同書は発売から1ヶ月ほどで15万部を突破した。
以後も、マンガ・データ主義を掲げ、（主に）漫画に描かれたことを現実に起きたこととして、徹底的にデータを分析した研究を発表していった。タレントの伊集院光は謎本・検証本の類に否定的だったが、豊福の著書には検証だけでなく作品への愛と尊敬があるとして高く評価した。
30年来のファンだった漫画家いしいひさいちの研究本を刊行すべく、調査・準備中の2010年3月に突然の病で急逝した。

## 著書
- 水原勇気0勝3敗11S : マンガ・データ主義宣言 情報センター出版局 1992　のち『水原勇気1勝3敗12S : 「超」完全版』として講談社文庫
- ブラック・ジャック「89.5%」の苦悩 : マンガ・データ主義応用篇 情報センター出版局 1992　のち『ブラック・ジャック『90.0%』の苦悩』として秋田文庫
- 天才バカボンのパパの「国会で細川総理が決めたのだ!!」宣言 : 元祖マンガ・データ主義スペシャル 扶桑社 1994
- ドリカム・ワンダーランド キネマ旬報社 1994
- ロッキー・バルボア57勝22敗 三一書房 1997
- けっこう仮面快楽白書 : マンガ・データ主義ノーカット無修正版 永井豪, ダイナミックプロ原著,豊福きこう執筆 白夜書房 1999
- ドカベン、打率7割5分の苦闘 : 「超」甲子園完全データファイル  ネスコ 1999
- 岩田鉄五郎204勝404敗8S : 『野球狂の詩』超記録大全 メディアワークス 2001
- 矢吹丈25戦19勝(19KO)5敗1分 講談社 2002 (講談社文庫)
- ドカベン1000号への道 : 「プロ野球編」データブック 秋田書店 2005 (秋田文庫)
- ルパン三世はなぜ盗むのか? : 250万円の快楽 双葉社 2006 (Lupin the 3rd collection)

## 共編著
- ちばてつやとジョーの闘いと青春の1954日 ちばてつや 文と語り,豊福きこう 編著 講談社 2010